# Давыдковский ручей
Давы́дковский ручей — малая река в районе Фили-Давыдково Западного административного округа Москвы, левый приток Сетуни. Назван в честь деревни Давыдково, которая находилась на правом берегу ручья. На левом берегу расположена Кунцевская дача.
Длина ручья составляет один километр, ширина в летнее время — один метр. Весной и после дождей сильно разливается. Верховья сохранились между Кременчугской улицей и Славянским бульваром. Водоток проходит по залесенной долине Матвеевского леса, затем по пойме Сетуни. В среднем течении заключён в подземный коллектор диаметром один метр. Впадает в Сетунь в 100 метрах южнее Давыдковского моста.